# Смышляев, Евгений Васильевич
Евге́ний Васильевич Смышля́ев (20 декабря 1926, деревня Пигельмаш, ныне Параньгинского района Республики Марий Эл — 2 октября 2017, Слободской, Кировская область) — полный кавалер ордена Славы, младший сержант, замковый, позже наводчик и командир орудия батареи 76-мм пушек 426-го стрелкового полка (88-я стрелковая дивизия, 31-я армия, 3-й Белорусский фронт).

## Биография
Е. В. Смышляев родился в 1926 году в деревне Пигельмаш Мари-Турекского кантона Марийской автономной области, в семье крестьянина. По национальности русский. Окончил среднюю школу. Работал в колхозе, был назначен бригадиром полеводческой бригады. В Красной Армии с ноября 1943 года. В Костромской области проходил подготовку на артиллериста. С мая 1944 года на фронте, весь боевой путь прошёл в составе 426-го стрелкового полка 88-й стрелковой дивизии. Участвовал в освобождении Белоруссии, Литвы, Польши, форсировал реки Березину и Неман.
23 июня 1944 года Смышляев, действуя в составе расчёта, при прорыве обороны противника в 20 км южнее населённого пункта Красное Смоленской области прямой наводкой уничтожил 2 дзота и свыше 10 солдат противника, поджёг машину с боеприпасами, за что 23 июля 1944 года был награждён орденом Славы 3 степени.
6 февраля 1945 года, отражая контратаки юго-западнее города Бартенштайн (ныне Бартошице, Польша), наводчик Смышляев в составе расчёта уничтожил наблюдательный пункт и свыше 10 солдат противника, за что 14 марта 1945 года был награждён орденом Славы 2 степени.
28 февраля 1945 года в наступательных боях южнее города Кёнигсберг (ныне Калининград) командир орудия Смышляев с расчётом отразил 3 атаки противника, уничтожил свыше 15 его солдат, подавил огневую точку, дав возможность нашей пехоте ворваться в расположение врага, за что 2 апреля 1945 года был награждён орденом Славы 2 степени. 31 декабря 1987 года перенаграждён орденом Славы 1 степени.
Война для Евгения Смышляева закончилась 2 марта 1945 года, когда он был ранен осколком и направлен в госпиталь города Каунаса. В 1947 году демобилизован. Вернулся в родной колхоз, позднее переехал в Кировскую область. До выхода на пенсию жил и работал слесарем на торфопредприятии в посёлке Каринторф (ныне микрорайон города Кирово-Чепецка). В 1968 году завершил обучение в 11 классе школы рабочей молодёжи. С 2010 года проживал в городе Слободском.
Скончался 2 октября 2017 года. Похоронен на Даниловском кладбище города Слободского.
Член КПСС с 1966 года.

## Награды
Награждён орденами Красного Знамени, Трудового Красного Знамени, Отечественной войны 1 степени, медалью «За отвагу», другими медалями.